# Boldo
Boldo (Peumus boldus) är en tvåhjärtbladig växtart som beskrevs av Juan Ignacio Molina. Peumus boldus ingår i släktet Peumus och familjen Monimiaceae. Inga underarter finns listade i Catalogue of Life.
Det städsegröna trädet förekommer i Argentina, Chile och Södra Peru. Från trädet hämtas boldoblad, skaftade äggrunda helbräddade blad med inrullad kant som lätt kan brytas från trädet. De innehåller 2 % flyktig olja, som består av alkaloiden boldin och glykosiden boldoglucin. Boldoblad har använts vid leversjukdomar och mot gallsten, i Chile även som krydda.